# Сари (Иран)
Сари (перс. ساري) је град Ирану у покрајини Мазандаран. Према попису из 2006. у граду је живело 261.293 становника.

## Становништво
Према попису, у граду је 2006. живело 261.293 становника.
| 1986.   | 1991.   | 1996.   | 2006.   |
| ------- | ------- | ------- | ------- |
| 141.020 | 167.602 | 195.882 | 261.293 |